# Kumquat Festival

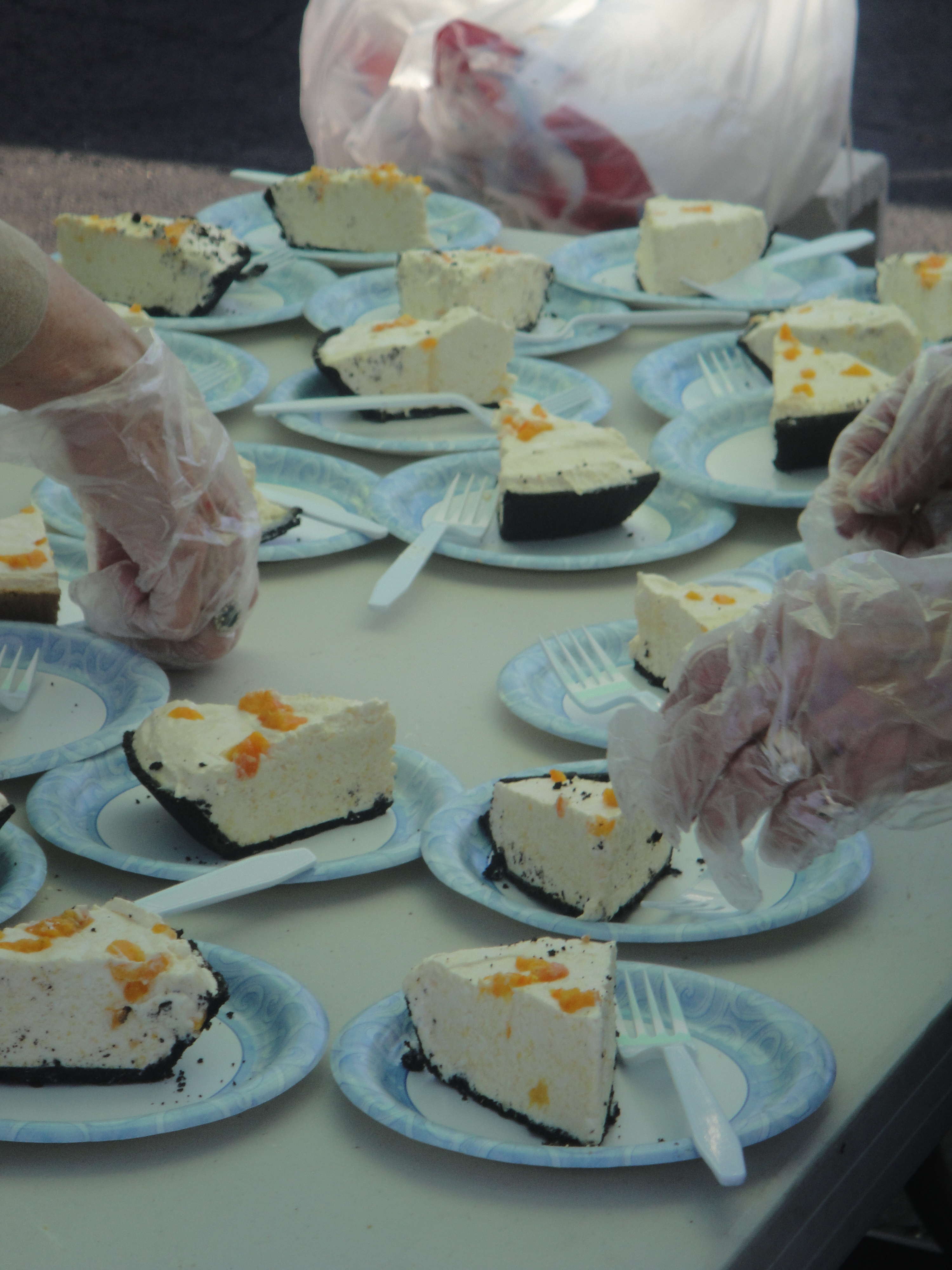
Pastel de kumquat en el festival.

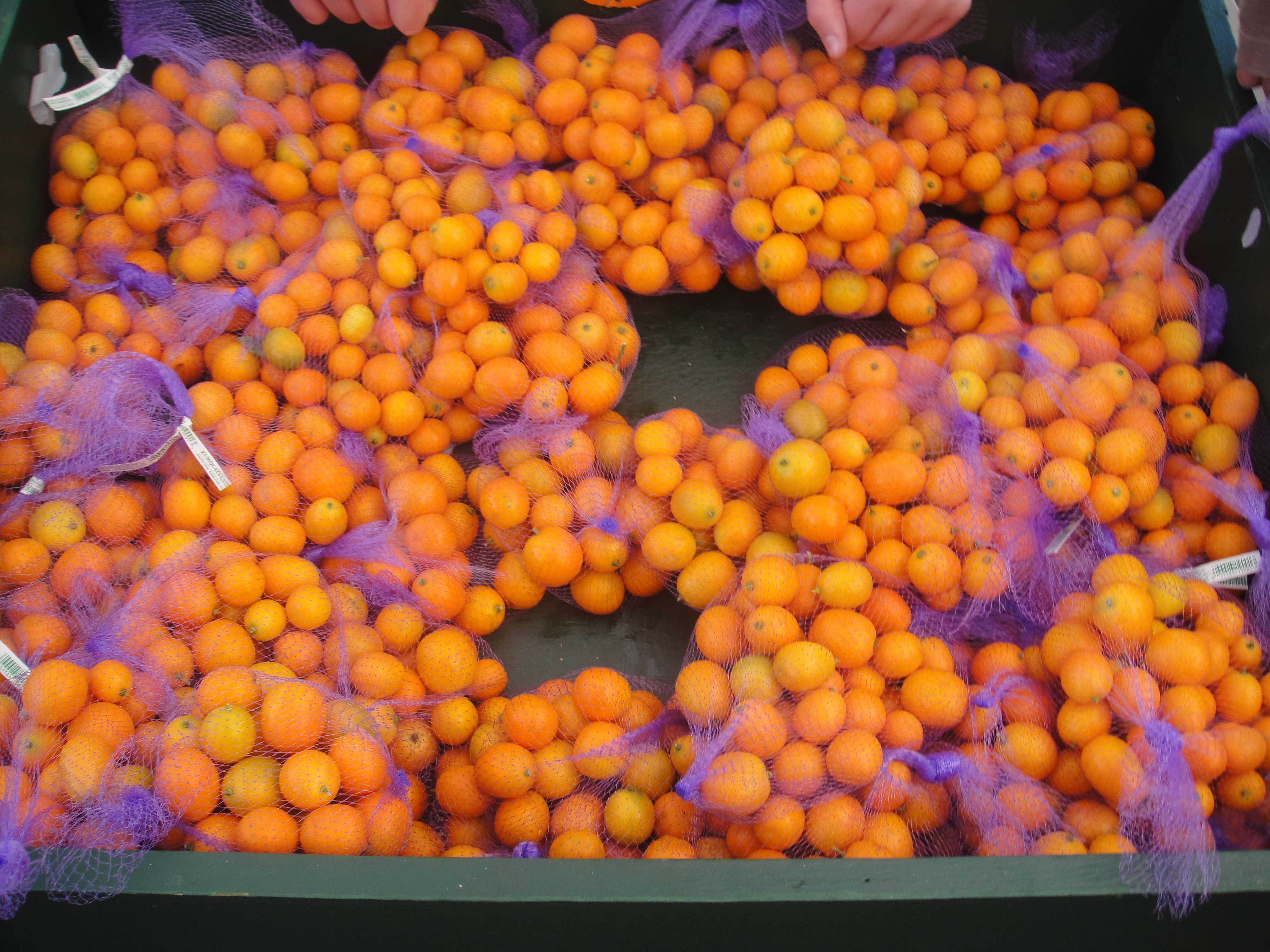
Bolsas de kumquat a la venta en el festival.

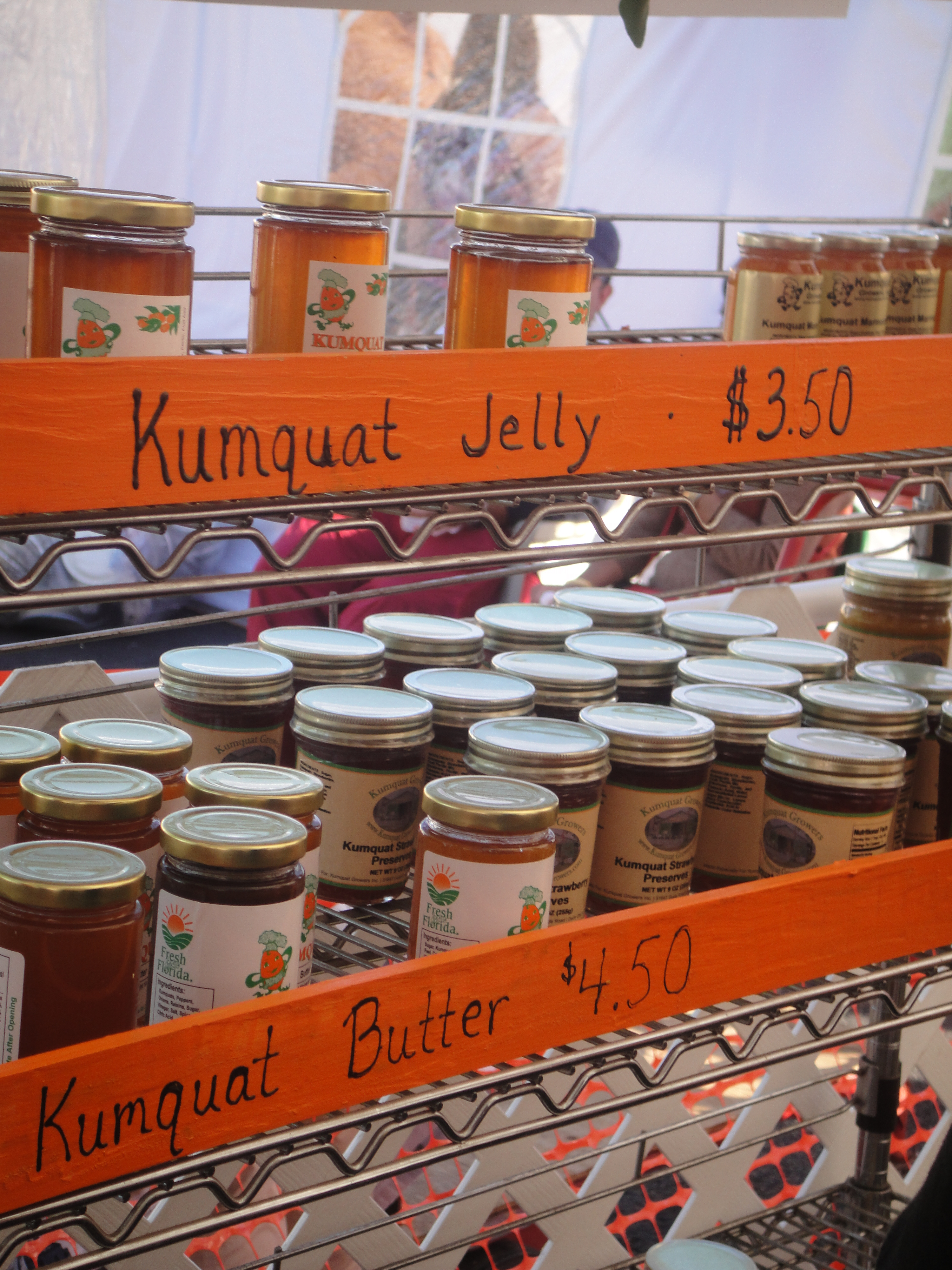
Estantes de gelatina de kumquat y mantequilla de kumquat en el festival 2011.

El Kumquat Festival es un evento gastronómico anual que se celebra a fines de enero en Dade City, Florida (EE. UU.) que gira en torno a la «naranja enana» o «naranja china», más conocida por su nombre inglés kumquat. El kumquat es típico del centro del estado floridano, donde se cultiva y se consume. Es de tamaño más pequeño a una naranja común y generalmente se come entero, con la piel y se usa en mermeladas y postres. El festival está organizado por Dade City Chamber of Commerce («Cámara de Comercio de la ciudad de Dade»). El festival, que se celebró por primer año en 1997, atrae a decenas de miles de visitantes. Una de las principales amenazas de la cosecha de kumquats son las heladas.
El cercano pueblo de Saint Joseph (en el condado de Pasco) es conocido como la capital mundial del kumquat; así se presenta en los folletos del Kumquat Festival.